# Álamo Saraiva
Antônio Álamo Feitosa Saraiva (Crato (CE), 22 de março de 1961) é um biólogo, paleontólogo e professor universitário brasileiro, conhecido por suas contribuições científicas sobre a Bacia do Araripe, no Ceará, e pela atuação em defesa do patrimônio fossilífero da região. É professor associado da Universidade Regional do Cariri (URCA), coordenador do Laboratório de Paleontologia da mesma instituição e curador do Museu de Paleontologia Plácido Cidade Nuvens.

## Reconhecimento
Saraiva foi o primeiro brasileiro a receber o prestigioso prêmio Morris F. Skinner Award, considerado o “Oscar da Paleontologia”, concedido pela Sociedade de Paleontologia de Vertebrados (SVP), dos Estados Unidos, em 2024, para homenagear cientistas que contribuem significativamente para a construção de coleções de fósseis e para a formação de novos pesquisadores. 
Saraiva foi escolhido entre pesquisadores de vários países, por sua atuação pioneira na formação de coleções e na educação científica no Brasil. A premiação ocorreu em solenidade na cidade norte-americana de Minneapolis, e sua conquista foi amplamente celebrada por instituições brasileiras.
Além disso, como homenagem ao seu trabalho científico e paleontológico, um lagarto fóssil descoberto por pesquisadores do Museu Nacional da Universidade Federal do Rio de Janeiro (UFRJ) foi batizado com seu nome, passando a se chamar Calanguban alamoi.

## Biografia
Antônio Álamo nasceu em Crato, município localizado na região do Cariri cearense, filho de Dion Saraiva Filgueiras e Lígia Maria Feitosa Saraiva.Criado em meio à rica diversidade geológica e paleontológica da região, desenvolveu desde cedo interesse pela natureza, o que o levou à formação acadêmica em Ciências Biológicas.

## Formação acadêmica
Graduou-se pela Universidade Regional do Cariri (URCA) em 1987. Em 1998, obteve o título de mestre em Criptógamos pela Universidade Federal de Pernambuco (UFPE), com a dissertação Fungos filamentosos isolados da água da Lagoa do Araçá, Recife, Pernambuco, sob orientação de Leonor Costa Maia. Em 2008, concluiu o doutorado em Oceanografia também pela UFPE, com a tese Considerações paleoambientais e tafonômicas da Formação Romualdo - Bacia Sedimentar do Araripe, CE, orientado por Núbia Chaves Guerra.
Em 2017, realizou pós-doutorado no Centro Universitário Sagrado Coração (UNISAGRADO), com foco nas ciências biológicas. Nesse estudo, participou da descrição de camarões fósseis da Bacia do Araripe. 

## Carreira
Ingressou na URCA por meio de concurso público, em 1994, assumindo a função de professor auxiliar na disciplina de Biologia Geral. Sua atuação acadêmica ganhou destaque a partir de 1999, quando participou de sua primeira escavação paleontológica na região da Bacia do Araripe, iniciando oficialmente seus trabalhos na área de paleontologia.
Em 2003, fundou o Laboratório de Paleontologia da URCA, onde formou a primeira equipe de estudos de fósseis da região do Cariri. Foi responsável por estruturar o setor acadêmico e científico voltado à paleontologia na universidade, além de coordenar ações de preservação e difusão do conhecimento sobre o patrimônio fossilífero da Bacia do Araripe.
Exerceu diversos cargos administrativos na URCA, incluindo os de Pró-reitor de Pós-Graduação e Pesquisa, Diretor do Museu de Paleontologia Plácido Cidade Nuvens, Diretor Executivo do Geopark Araripe e Chefe do Departamento de Ciências Biológicas.

## Contribuições e atuação científica
Desde 2005, dedica-se à difusão científica da paleontologia no Ceará. Sua trajetória é marcada pela defesa ativa do patrimônio paleontológico da Bacia do Araripe, considerada uma das mais importantes do mundo em fósseis do período Cretáceo.
Saraiva tem experiência nas áreas de botânica e paleobotânica, com ênfase em taxonomia de criptógamos, especialmente fungos aquáticos, e em paleontologia, com estudos sobre decápodes e paleoictiologia (peixes fósseis) do Período Cretáceo. e paleocarcinologia (estudo de crustáceos fósseis). 
Participou da descrição de dezenas de espécies fósseis, além da Bacia do Araripe, espécies da Antártida, e também de bacias sedimentares chinesas. Podendo serem destacadas as espécies Aratasaurus museunacionali (dinossauro) Sume marcosi (camarão) e Arlenia delicata (planta) entre outras.
Entre suas iniciativas, foi uma figura central na ampliação das atividades do Museu de Paleontologia Plácido Cidade Nuvens, localizado em Santana do Cariri, que se tornou um centro de referência nacional e internacional na preservação e exposição de fósseis do Cretáceo.

## Prêmios
- 2014 – Em homenagem ao trabalho científico, um lagarto fóssil descoberto por pesquisadores do Museu Nacional/UFRJ recebeu o seu nome, passando a se chamar Calanguban alamoi.[8]
- 2024 - Prêmio Morris F. Skinner Award.[1][2][19][4][5][6][7]

## Eventos científicos
Ao longo de sua carreira, destacou-se pela liderança em eventos acadêmicos e científicos nacionais na área da paleontologia, entre os quais se destaca o XXIV Congresso Brasileiro de Paleontologia, em 2015, do qual foi presidente.

## Obras publicadas
Ele também se destacou como pioneiro na produção de material didático na área de paleontologia no Brasil, como compêndios de fósseis da região e filmes documentários sobre fósseis da Bacia do Araripe, além de livros e filmes educativos voltados ao público acadêmico e à e popularização da paleontologia na área. Com isso, contribuiu para popularizar a ciência e formar novas gerações de pesquisadores na região.
Antônio Álamo é autor e organizador de diversas publicações de referência sobre a Bacia do Araripe e seus fósseis. Entre os principais títulos, destacam-se:
- Guia de Fósseis da Bacia do Araripe.[22]
- Fósseis da Chapada do Araripe – uma odisseia no Cretáceo[23]
- Guia para trabalhos de campo em paleontologia na Bacia do Araripe[24]
- Geopark Araripe: História da Terra, do Meio Ambiente e da Cultura[25]

## Legado
Ao longo de sua carreira, Álamo Saraiva se dedicou à pesquisa, ao ensino e à preservação do patrimônio científico natural, tornando a Bacia do Araripe um polo internacional de estudos paleontológicos. Sua atuação também contribuiu para combater o tráfico internacional de fósseis, reforçando o papel da ciência na proteção do patrimônio natural do país.